# The Most Beautiful Moment in Life, Part 2
The Most Beautiful Moment In Life, Part 2 (en hangul, 화양연화 Pt.2; romanización revisada, Hwayang-yeonhwa Pt.2) es el cuarto EP del grupo surcoreano BTS y la segunda parte de la trilogía sobre la juventud. El álbum fue publicado en Corea del Sur el 30 de noviembre de 2015 en dos versiones diferentes, azul y rosa, y contenía nueve temas. La versión japonesa se publicó el 6 de julio de 2016. Se han vendido más de 565,826 copias en Corea del Sur y más de 16,046 copias en Japón. Por otro lado, el álbum consiguió en número 1 en la lista Gaon de Corea del Sur, el número 15 en la lista Oricon japonesa y el 171 en la lista Billboard 200. Además, el disco consiguió entrar en el número 4 en la lista Billboard de los mejores álbumes de k-pop de 2015.
Se publicó un vídeo musical del tema «Run» el mismo día de la salida del álbum, aunque el 8 de septiembre ya se había publicado el vídeo On Stage: Prologue como anticipo del álbum y de la gira de promoción, 화양연화 On Stage, que tuvo paradas en Corea del Sur y Japón. El debut televisivo del sencillo RUN se produjo el 2 de diciembre de 2015 en los Mnet Asian Music Awards y la promoción en programas de música comenzó el 4 de diciembre en KBS Music Bank. En total, RUN ganó cinco premios en programas de música y estuvo nominado otra vez más.
El sencillo «Run (Japanese Ver.)» se puso a la venta en el mercado japonés el 15 de marzo de 2016 y ha vendido hasta el momento más de 131,489 copias, consiguiendo la certificación de oro de RIAJ en marzo de 2016. El vídeo musical del tema se publicó el 11 de marzo de 2016.

## Antecedentes
El 8 de septiembre de 2015 se publicó el vídeo The Most Beautiful Moment in Life On Stage: Prologue en VLive y el 1 de octubre en el canal de Youtube oficial de Big Hit. El vídeo era una continuación de la trama de «I Need U» y comenzaba con V ensangrentado y llamando por teléfono a alguien. Se incluían otras escenas del grupo jugando en una piscina abandonada, en un viaje a la playa o en una estación de servicio. La banda sonora incluía nuevas canciones que aún no habían sido publicadas como «Butterfly», «Ma City» y «House of Cards», además de «Outro: Love is Not Over» que pertenecía a The Most Beautiful Moment in Life, Part 1. Al final de vídeo aparecía el texto «Coming October. On Stage Coming November» que anunciaba el nuevo disco y una gira de promoción.
El 8 de septiembre se anunciaron las fechas de los conciertos en Seúl, que se llevarían a cabo el 27, 28 y 29 de noviembre en el SK Olympic Handball Gymnasium. El 28 de octubre se anunció que la salida del álbum al mercado se había pospuesto hasta el 30 de noviembre, justo después de los tres días de conciertos donde interpretarían por primera vez temas del álbum.
El vídeo de animación de Never Mind, que sería el tema introductorio del álbum, se lanzó 18 de noviembre. El vídeo comienza con una escena en un concierto en el que el público grita "bis" y se ve una mariposa en el escenario. Continúa con imágenes de una persona jugando al baloncesto, el referencia al vídeo de Intro: 花様年華 que forma parte de The Most Beautiful Moment in Life, Part 1. Cuando una mariposa aparece, el protagonista la persigue intentando cazarla.
Se publicaron dos conjuntos de fotos promocionales antes de la salida del álbum; el primero, titulado «Je ne regrette rien» el 22 de noviembre y el segundo, «Papillon», el 23 de noviembre. El primer teaser del sencillo principal del disco, «Run», se publicó en Youtube el 24 de noviembre, utilizando una versión lenta del mismo. El 25 de noviembre se publicó otro vídeo con un avance de algunos de los temas del álbum y el día 26 se reveló la lista de canciones del disco, que contendría 9 temas incluyendo un skit.
 Al día siguiente, exactamente a las 00:00 KST del 27 de noviembre, comenzó un período de 24 horas en el que la canción Ma City estuvo disponible en streaming y de forma gratuita en la web del grupo.

## Contenido
El álbum contiene un CD con un total de 9 canciones. Se lanzaron dos versiones diferentes al mercado, una azul y otra rosa, que incorporan diferentes portadas y difieren en parte de las imágenes del interior.
En la composición del sencillo principal del álbum, «Run», intervinieron cinco de los miembros del grupo: Suga, J-Hope, RM, V y Jungkook. Durante el primer concierto en Seúl de la gira The Most Beautiful Moment in Life: On Stage RM comentó que parte b de la canción, la que conecta los raps con el resto, no funcionaba bien. Jungkook creó una melodía para esa parte que era demasiado buena y hacía que el resto de la canción no destacase. En la versión final del tema se utilizó una melodía creada por V con la letra original de Jungkook. V también comentó en ese mismo concierto que había creado unas trece melodías para la canción pero casi ninguna había sido aceptada. RM también dijo sobre la canción en la rueda de prensa previa al inicio de la gira On Stage: "No importa lo mayor que seas, puedes descuidarte y cometer errores, pero creo que la sociedad se ha vuelto muy dura al juzgar esos errores. Queríamos ofrecer algo de consuelo. No queríamos que fuese el típico "mantén la cabeza alta, no te rindas nunca"... Queríamos decir que no pasa nada por caerse, por hacerse daño. Todo lo que tienes que hacer es levantarte otra vez y seguir corriendo".
El tema de introducción del álbum fue «Intro: Never Mind», coproducido por Suga y Slow Rabbit. El grupo ya había dejado pistas sobre este tema, primero en los Mnet Asian Music Awards de 2014, cuando Jimin apareció con dos tatuajes; uno que rezaba «花様年華», que significa The Most Beautiful Moment in Life y otro con la palabra «Nevermind». La segunda pista llegó el mismo mes del lanzamiento del disco en los MelOn Music Awards de 2015, donde realizaron una introducción con una pantalla interactiva en la que pudo leerse el título de la canción. El resto del álbum se completó con los temas «Butterfly», que había aparecido en una versión con piano en el vídeo On Stage: Prologue; «Whalien 52»; «Ma City»; «Silver Spoon»; «Skit: One Night in a Strange City»; «Autumn Leaves», producida por Suga y Slow Rabbit; y «Outro: House of Cards», que había aparecido también en los créditos finales de On Stage: Prologue con un sample de Non, je ne regrette rien que se eliminó en la versión final del álbum.
En el sencillo «Run (Japanese Ver.)» se incluyeron también otros dos temas, «Butterfly (Japanese Ver.)» y la canción original para el país nipón «Good Day», coproducida por el artista americano Matt Cab.

## Recepción

### Crítica
El álbum recibió críticas mayoritariamente positivas. Billboard dijo del disco que mezclaba un gran rango de emociones: desde las sentimentales «Butterfly», «Autumn Leaves» y «Run» hasta las agresivas «Ma City» y «Silver Spoon», que por otro lado restaban valor a la madurez mostrada anteriormente al hacer uso de la fanfarronería típica del rap. La revista hacía mención especial a los temas «Intro: Never Mind» y «House of Cards» debido a que «parecen algunas de las actuaciones más sinceras que el grupo ha creado hasta la fecha. Ambas hablan de la presión y las preocupaciones de ser joven y exitoso, con Cards sonando como un grito de ayuda en ocasiones». Pero según la revista el aspecto más interesante del álbum era el uso de metáforas en «Whalien 52», que equiparaba el sentimiento de soledad y el aislamiento con el de la ballena de 52 hercios, y en «Autumn Leaves», donde se compara la caída de las hojas otoñales y su putrefacción con el final de una historia de amor.
Billboard incluyó el disco entró en su lista de los mejores álbumes de k-pop de 2015 en el número 4 alegando que "Pt.2 cimienta el lugar de BTS en la escena k-pop ya que el grupo no solo exhibió su visión emocional del hip-hop con el sencillo «Run», sino que además demostraron que no tienen miedo de abordar temas normalmente evitados por artistas de k-pop". El sencillo RUN también consiguió entrar en la lista de Billboard de las mejores canciones de k-pop de 2015 en el puesto número 3. La revista dijo: "BTS llamó la atención del público con '«I Need U», lanzada en primavera, encontrando el equilibrio perfecto de su estilo hip-hop con tendencias sentimentales. Siete meses después, «Run» perfecciona la fórmula [...] Es una canción como esta la que cimienta el lugar de un grupo en k-pop»".
Neil Z. Yeung de Allmusic dio una puntuación al álbum de 3.5 sobre 5 y dijo que combinaba típicas canciones k-pop con rap agresivo y letras sinceras. Añadió además que "«Run» brilla como una buena pieza de dance pop, mientras que la brusca «Silver Spoon» trae el bajo para los fans del rap y el hip-hop. Astutos toques de Justin Bieber, Jack Ü, Drake y The Weeknd hacen de este álbum una oportuna amalgama de los sonidos más populares del año".

### Comercial
El álbum vendió casi 90,000 copias en su primera semana en el mercado, siendo el tercer álbum de 2015 con más copias vendidas en la primera semana después de EXO. Según Gaon se vendieron 274,135 copias el primer mes, convirtiéndose en el quinto álbum más vendido en Corea en 2015. Además, hasta agosto de 2016 se han vendido otras 88,152 copias, llegando a un total de 362,287. En Japón se vendieron 11,791 copias de la versión coreana y otras 1,995 de la versión japonesa.
El grupo consiguió vender 5,000 copias en Estados Unidos durante la primera semana, superando a PSY que había lanzado su séptimo álbum de estudio el día siguiente. Este volumen de ventas hizo que el disco entrara en el número 171 del Billboard 200, el primer artista surcoreano en conseguirlo sin formar parte de YG Entertainment o S.M. Entertainment. Además, el álbum entró en el número 1 de la lista World Albums, volviendo a conseguir la primera posición el 16 de enero de 2016 y la mantuvo durante tres semanas más. De este modo lograron el récord del álbum surcoreano con más semanas en el número 1 de la lista. El disco salió de la lista World Albums después de 17 semanas no consecutivas. Consiguieron también el número 1 en la lista Heatseekers Albums, el 9 en Independent Albums, RUN consiguió el número 2 en el Japan Hot 100 y en la lista Twitter Top Tracks «Butterfly» entró en el número 2 y RUN en el número 5. El 18 de diciembre el álbum consiguió el número 1 en la lista K-Pop de iTunes en Estados Unidos y los temas «Run» y «Butterfly» consiguieron el número 1 y el 7 respectivamente.
El 15 de marzo de 2016, a la salida del sencillo «Run (Japanese Ver.)» se vendieron 53,000 copias. En la primera semana el sencillo entró en el número 2 de la lista japonesa Oricon Singles Weekly Chart, y se mantuvo en lista durante 11 semanas vendiendo un total de 133,469 copias. De este modo consiguió la certificación de oro de RIAJ en marzo de 2016.

## Promoción
El debut televisivo del sencillo promocional «Run» se produjo el 2 de diciembre de 2015 en los Mnet Asian Music Awards en Hong Kong. La promoción del álbum en programas de música comenzó el 4 de diciembre en KBS Music Bank, donde interpretaron «Run». Parte de las actuaciones que tuvieron lugar fueron pregrabadas debido a que el grupo estaba de gira en Japón, y por ello no estuvieron presentes para recoger los premios recibidos en SBS MTV The Show el 8 de diciembre y en MBC Show Champion al día siguiente. El sencillo «Run» ganó un total de 5 primeros premios en las cinco semanas de promoción. Durante la primera semana también interpretaron la canción «Run» en Music Core, Inkigayo y The Show.
El 20 de noviembre de 2015 el grupo anunció en Twitter la inauguración de la exposición Butterfly Dreams de la que revelaron pistas sobre la fecha y localización a través de una serie de vídeos en Instagram, inaugurando de forma efectiva la cuenta. La exposición tuvo lugar del 1 al 8 de diciembre e incluía imágenes y vídeos sobre la creación de The Most Beautiful Moment in Life, Part.
El tour de promocional del álbum, BTS Live The Most Beautiful Moment in Life: On Stage, dio comienzo el 27 de noviembre de 2015, cuando tuvo lugar el primero de tres conciertos en Seúl para los que todas las entradas disponibles se vendieron inmediatamente. El tramo japonés del tour empezó el 8 y 9 de diciembre en Yokohama y continuó el 26 de diciembre en Kobe. Aunque había previstos otros dos conciertos para el 27 y 28 de diciembre en esta ciudad, tuvieron que ser suspendidos por problemas de salud de Suga y V y fueron reprogramados para el 22 y 23 de marzo de 2016. En total acudieron a los conciertos en Seúl unas 13,500 personas y a los de Yokohama otras 25,000.

## Vídeos musicales
La grabación del vídeo de «Run» comenzó el 11 de noviembre de 2015 en diversos lugares de Seúl como Jamsugyo, Itaewon o el río Han y se prolongó durante tres días. La escena del túnel con vehículos se grabó en Gunpo, en la misma localización que se utilizó en el vídeo de «Bang Bang Bang»' de BIGBANG. La empresa Lumpens fue la encargada de la producción en colaboración con GDW y con Yong Seok Choi como director. El vídeo fue publicado en Youtube y V Live simultáneamente el 30 de noviembre a medianoche.
Los personajes que interpretaron en «I Need U» y On Stage: Prologue continúan siendo los mismos aquí. El vídeo comienza con RM caminando de nuevo por las vías del tren. Al abrir un vagón se encuentra en una fiesta dentro de una casa. Durante el vídeo se puede ver a RM y V pintando grafitis y siendo detenidos por la policía, a Suga y a Jungkook teniendo una pelea violenta y a J-Hope y Jimin en un hospital. Antes del segundo? estribillo la música para y el grupo aparece bloqueando el tráfico en un túnel y después vandalizando los coches que allí se encuentran. Durante los créditos finales aparecen imágenes de detrás de las cámaras de la grabación de On Stage: Prologue y «Run».
El vídeo de la versión japonesa de «Run» se publicó en el canal japonés del grupo en Youtube el 11 de marzo de 2016. Aunque el vídeo está mucho más centrado en la coreografía que su versión coreana, siguen apareciendo los mismos elementos de la historia de The Most Beautiful Moment in Life: V en una habitación llena de grafiti; RM en una cabina telefónica; Suga rodeado de cristales rotos; Jimin en un tanque de agua simbolizando la bañera de «I Need U»; J-Hope rodeado de plumas; una mariposa pintada en la pared donde se encuentra Jin; y por último una flor en la mano de Jungkook. La producción del vídeo corrió a cargo de la empresa GDW con Yong Seok Choi como director.

## Lista de canciones
| N.º   | Título                              | Letras                                                          | Música                  | Duración |  |
| 1.    | «Intro: Never Mind»                 | Suga, Slow Rabbit                                               | Suga, Slow Rabbit       | 2:18     |  |
| 2.    | «Run»                               | Pdogg, "Hitman" Bang, RM, Suga, V, Jungkook, J-Hope             | Pdogg                   | 3:57     |  |
| 3.    | «Butterfly»                         | "Hitman" Bang, Slow Rabbit, Pdogg, Brother Su                   |                         | 4:00     |  |
| 4.    | «Whalien 52»                        | Pdogg, Brother Su, "Hitman" Bang, RM, Suga, J-Hope, Slow Rabbit | Pdogg                   | 4:04     |  |
| 5.    | «Ma City»                           | Pdogg, "Hitman" Bang, RM, Suga, J-hope                          | Pdogg                   | 4:18     |  |
| 6.    | «Silver Spoon» (뱁새; Baepsae)      | Pdogg, Supreme Boi, RM, Slow Rabbit                             | Pdogg                   | 3:54     |  |
| 7.    | «Skit: One Night in a Strange City» |                                                                 | Pdogg, "Hitman" Bang    | 4:25     |  |
| 8.    | «Autumn Leaves» (고엽; Goyeob)      | Suga, Slow Rabbit, Jungkook, "Hitman" Bang, RM, J-Hope, Pdogg   | Suga, Slow Rabbit       | 4:28     |  |
| 9.    | «Outro: House of Cards»             | Slow Rabbit, Brother Su                                         | Slow Rabbit, Brother Su | 2:57     |  |
| 34:21 |                                     |                                                                 |                         |          |  |

## Posicionamiento en listas
| Corea del Sur (Gaon Álbum Chart)         | 1   |
| Estados Unidos (Billboard 200)           | 171 |
| Estados Unidos (Billboard World Albums)  | 1   |
| Japón (Oricon)                           | 15  |
| Japón (Billboard Japan Hot Albums Chart) | 45  |
| Japanese Edition                         |     |
| Japón (Oricon)                           | 45  |
| Japón (Billboard Japón)                  | 38  |

| Lista (2015)                     | Mejor posición |
| -------------------------------- | -------------- |
| Corea del Sur (Gaon Álbum Chart) | 1              |
| Japón (Oricon Chart)             | 33             |

| Lista (2015)                     | Mejor posición |
| -------------------------------- | -------------- |
| Corea del Sur (Gaon Álbum Chart) | 5              |

| Lista (2016)                                     | Mejor posición |
| ------------------------------------------------ | -------------- |
| Corea del Sur (Gaon Álbum Chart)                 | 21             |
| Estados Unidos (Billboard World Albums Year End) | 9              |

## Premios y nominaciones
| Fecha                   | Programa      | Canción | Resultado | Ref    |
| ----------------------- | ------------- | ------- | --------- | ------ |
| 8 de diciembre de 2015  | The Show      | RUN     | Ganador   | [ 63 ] |
| 9 de diciembre de 2015  | Show Champion | RUN     | Ganador   | [ 64 ] |
| 11 de diciembre de 2015 | Music Bank    | RUN     | Ganador   | [ 65 ] |
| 13 de diciembre de 2015 | Inkigayo      | RUN     | Nominado  | [ 66 ] |
| 16 de diciembre de 2015 | Show Champion | RUN     | Ganador   | [ 67 ] |
| 8 de enero de 2016      | Music Bank    | RUN     | Ganador   | [ 8 ]  |

## Ventas y certificaciones
| País           | Ventas   |
| -------------- | -------- |
| Corea del Sur  | 565,826+ |
| Japón          | 16,046+  |
| Estados Unidos | 5,000+   |

## Historial de lanzamientos
| País          | Fecha                   | Formato              | Sello                 |
| ------------- | ----------------------- | -------------------- | --------------------- |
| Corea del Sur | 30 de noviembre de 2015 | CD, descarga digital | Big Hit Entertainment |
| Mundo         | 30 de noviembre de 2015 | Descarga digital     | Big Hit Entertainment |
| Japón         | 6 de julio de 2016      | CD, descarga digital | Pony Canyon           |

## Créditos

### Vídeos musicales
Productor: "Hitman" Bang
Director: Lumpens
Director de fotografía: Nam Hyun Woo (GDW)
Director creativo: Kim Seong Hyun
Productor ejecutivo: Big Hit Entertainment
Primer asistente de dirección: Ko Edie
Segundo asistente de dirección: Ko Hyun Ji, Lee Oz
Tercer asistente de dirección: Ryu Ho Geun, Lee Min Woo, Lee Jong Hoon
Operador de cámara B: Kwon Young Il
Técnico de iluminación: Kim Kyung Seok (Sunny)
Director de arte: Cho Yuna (P+)
Asistente de dirección de arte: Kwon Hae Ri, Ryeo Woon Gyu
Dobles de acción: Seq Seung Uk, Park Tae Ki
Productor asociado: Kim Seong Eun (GE Production)
Supervisor de sonido: Slow Rabbit
Director: Yong Seok Choi, Edie Yoojeong Ko
Asistente de dirección: Wonju Lee, Hyunji Ko, Jonghoon Lee, Noori
Director de fotografía: HyunWoo Nam (GDW)
Operador de cámara B: Siwoo Um
Primer asistente de cámara: Taehwan Bin, Byungik Joo
Segundo asistente de cámara: Donggi Seo, Seungchul Shin
Tercer asistente de cámara: Kangwon Seo, Minsoo Kim
Técnico de iluminación: Hyunsuk Song
Jimmy Jib: Kwangho Song, Heejun Choi
Dirección de arte: Yoona Cho